# Aydius
Aydius è un comune francese di 102 abitanti situato nel dipartimento dei Pirenei Atlantici nella regione della Nuova Aquitania.

## Geografia fisica
Appartenente alla valle d'Aspe Aydius è attraversato dalla gave d'Aydius e dal alcuni suoi affluenti.

### Comuni limitrofi
- Sarrance a nord
- Bedous ad ovest
- Accous a sud
- Bielle, Gère-Bélesten e Laruns ad est.

## Società

### Evoluzione demografica
Abitanti censiti

## Patrimonio artistico-religioso

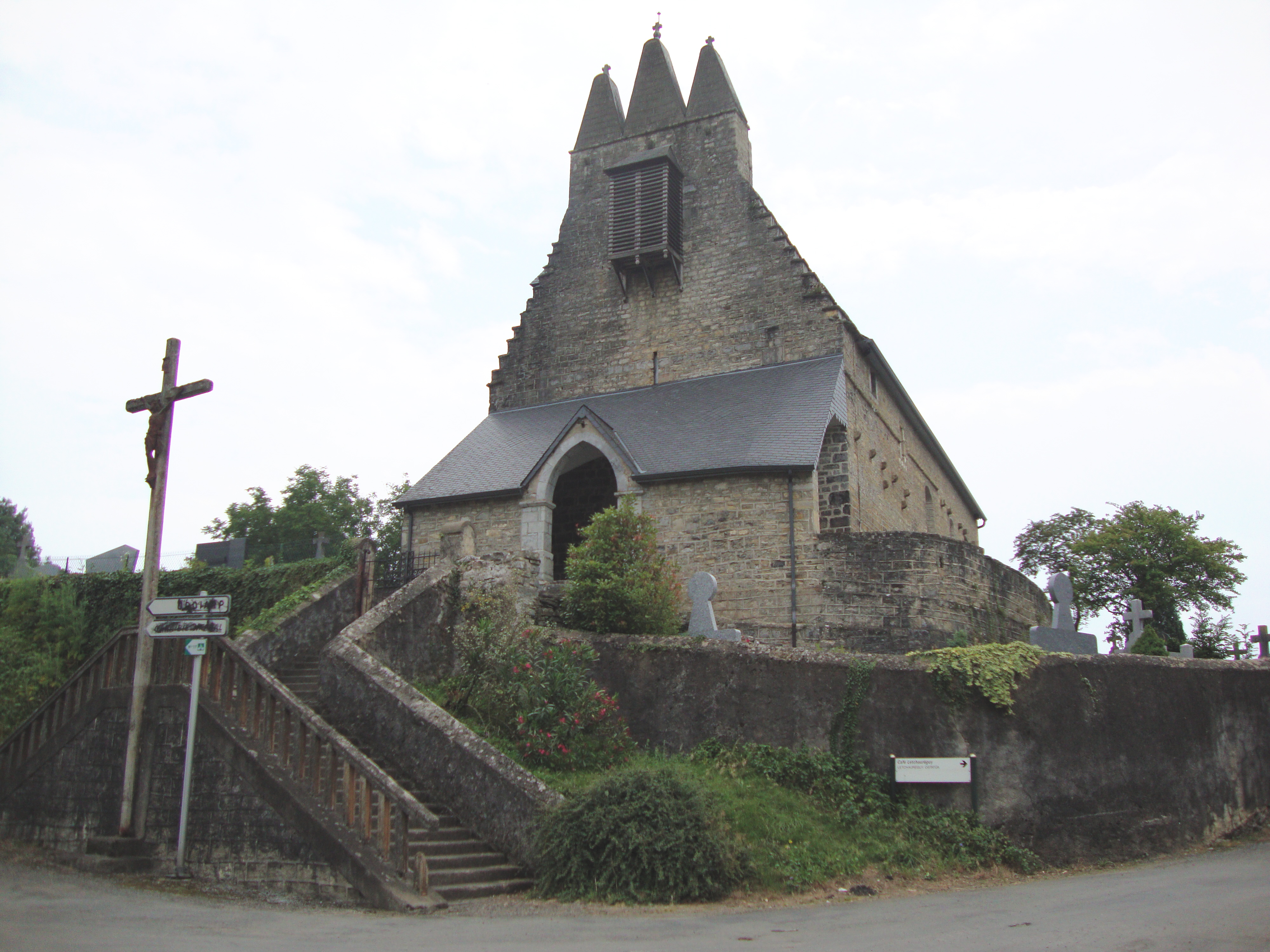
Chiesa con campanile trinitario, facciata e scalinata.
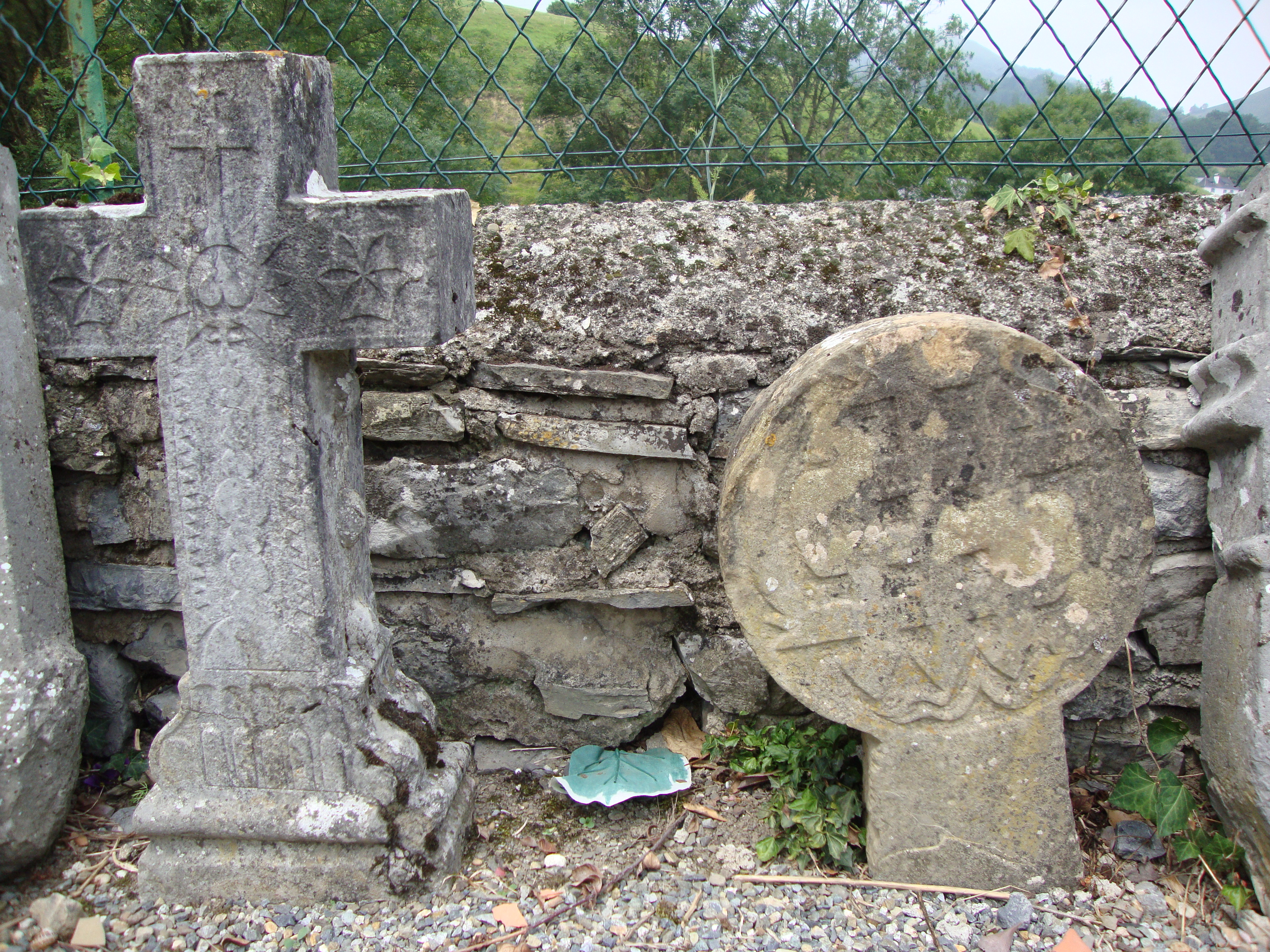
Stele discoidale.

La chiesa di San Martino risale ai secoli XIV e XV, ed è stata restaurata nei secoli XVIII e XIX. È oggetto d'iscrizione tra i monumenti storici dal 1994.